# Febrerista Revolutionære Parti
Febrerista Revolutionære Parti er et socialistisk parti i Paraguay og medlem af Patriotisk Alliance For Forandring.
| Politisk parti | Spire Denne artikel om et politisk parti eller gruppe er en spire som bør udbygges. Du er velkommen til at hjælpe Wikipedia ved at udvide den. |